# Peugeot 408

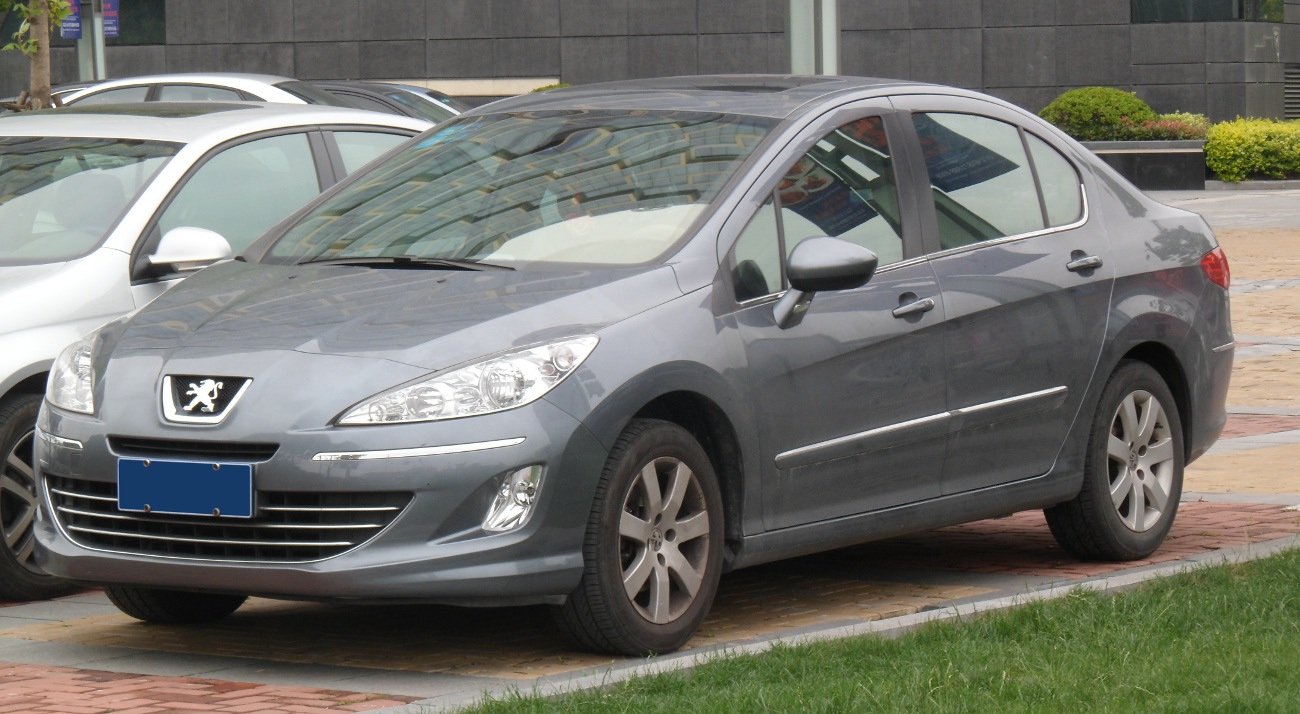
Peugeot 408 eerste generatie

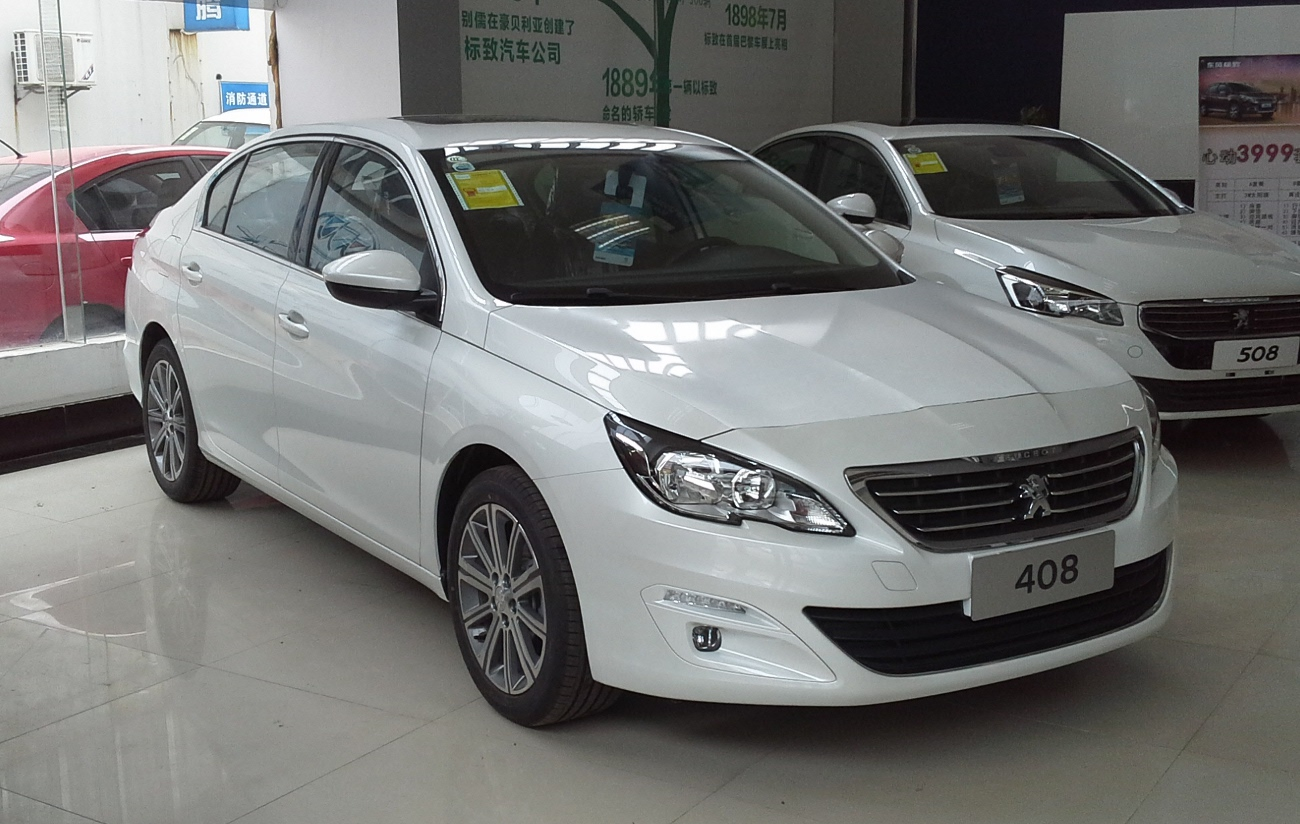
Peugeot 408 tweede generatie

De Peugeot 408 is een autotype in het gamma van Peugeot dat in 2010 in productie werd genomen. De 408 werd op 25 januari 2010 buiten Europa op de markt gebracht, in China was al langer een 408 op de markt als sedan. Er zijn twee generaties van de 408 gebouwd, vanaf 2023 komt de derde generatie op de markt. De nieuwe generatie hoort thuis in het fastbacksegment. Peugeot plaatst de auto tussen de 308 en de 508. De auto is geplaatst op het PSA EMP2-platform.

## Ontwerp derde generatie
Het ontwerp van de auto volgt dat van andere Peugeotmodellen. Ook deze auto heeft het nieuwe Peugeot I-Cockpit-systeem en draagt daarbij, met een enkele aanpassing, dezelfde voorbumper. Daarentegen heeft de nieuwe 408 wel andere achterlichten. De Full LED 3D-achterlichten gaan bij inschakeling om de beurt aan. De auto is gericht op comfort. De 408 is verkrijgbaar als benzine-auto of als plug-inhybride.